# المسيحية في جنوب السودان

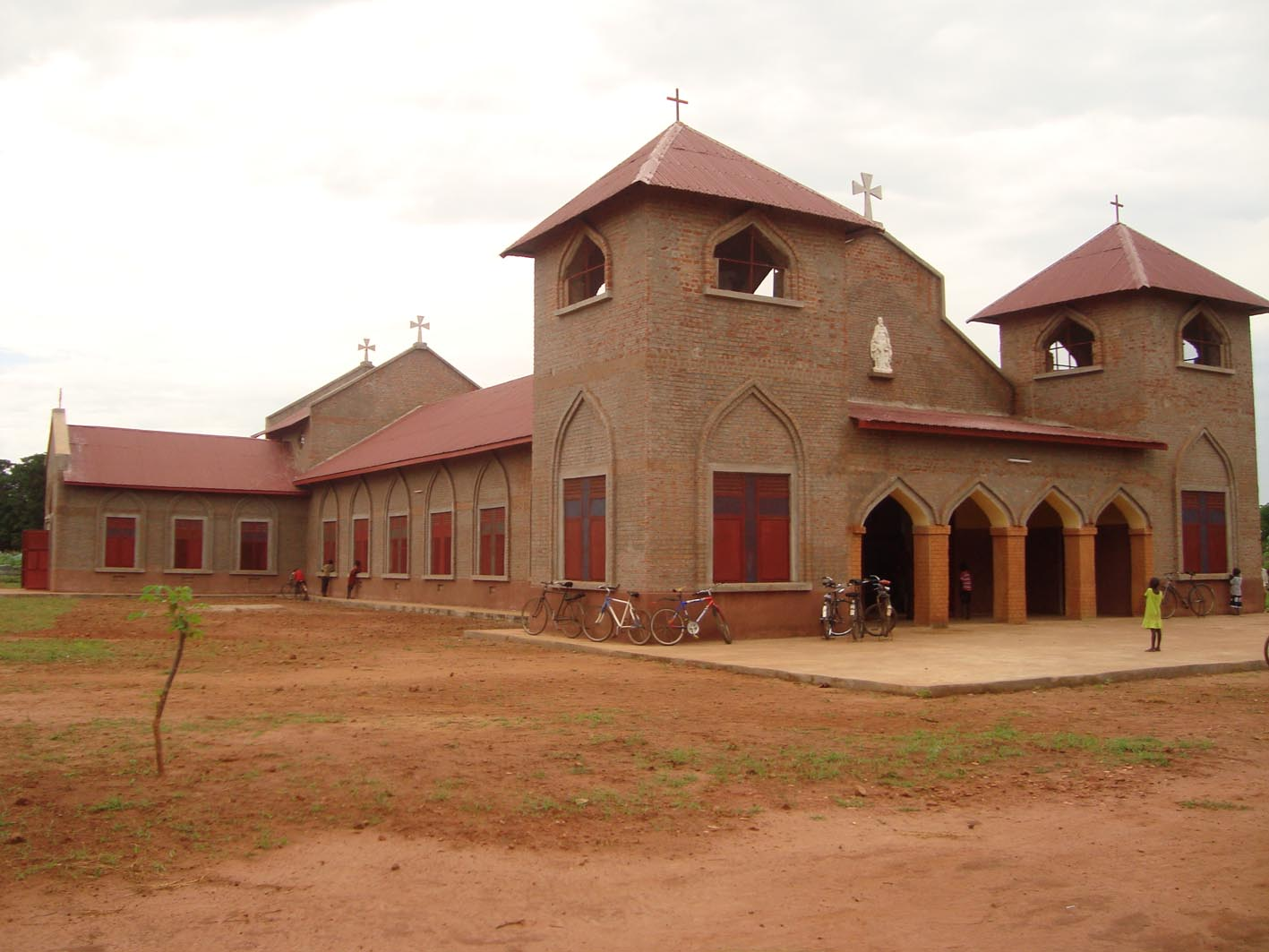
كنيسة يرول الكاثوليكية.

هناك تقارير متضاربة حول المعتقدات الدينيّة في جنوب السودان، على الرغم من هذا التضارب في التقارير الإحصائيّة تتفق هذه التقارير على أن الأديان الثلاثة الرئيسية في جنوب السودان هي الديانات الأفريقية التقليدية والمسيحية والإسلام. بين المسيحيين هناك حضور كبير لأتباع الكنيسة الرومانية الكاثوليكية. صرّح رئيس جنوب السودان سالفا كير، وهو رومانيّ كاثوليكيّ، أثناء حديثه في كاتدرائية القديسة تريزا في جوبا، أنَّ جنوب السودان سيكون أمة تحترم حرية الدين. وتختلف النسب المئوية المقدرة المبلغ عنها لأتباع الديانات الأفريقية التقليدية والمسيحيَّة.

## تاريخ

### القرن التاسع عشر

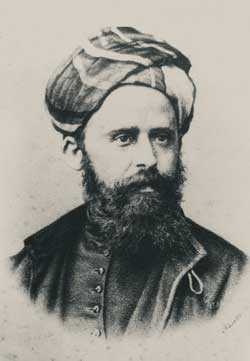
دانييلي كمبوني في عام 1873.

وصل المبشرون الكاثوليك إلى السودان في عام 1842، لبناء المدارس والمستشفيات. وفي عام 1849 قاد الدكتور نوبليشر، المبعوث البابوي الثالث لوسط إفريقيا، رحلة استكشافيَّة إلى جنوب السودان وأنشأ أول بعثة كاثوليكية هناك في غندكرو في عام 1852. في نفس العام تم تعميد ثمانية رجال محليين. تم افتتاح بعثة إضافية في كانسيا الحديثة في عام 1854. وبحلول عام 1858 مات 22 من المبشرين الكاثوليك في السودان. وأصبح الكاهن ماتياس كيرشنر قائداً للبعثة وقام بتسليم المهمة إلى الرهبان الفرنسيسكان معتقداً أنَّ لديهم العدد والموارد اللازمة للبقاء على قيد الحياة. أدّى المزيد من الوفيات إلى إغلاق البعثة من قبل البابا بيوس التاسع. وصل المبشر دانييلي كمبوني إلى الخرطوم في 8 يناير من عام 1858، وكان مهمته تحرير الفتيان والفتيات المستعبدين في الأسواق السودانية. وكانت هناك صعوبات بما في ذلك المناخ وانتشار الأمراض، وكذلك وفاة العديد من زملائه المبشرين؛ هذا بالإضافة إلى الظروف السيئة والمهملة التي واجهها السكان المحليين والتي جعلت الوضع أكثر صعوبة. وفي عام 1864 طورَّ دانييلي كمبوني خطة لتجديد إفريقيا عن طريق الأفارقة، واقترح بناء مراكز تدريب للكهنة والمبشرين في وسط إفريقيا. وأراد دانييلي كمبوني أنَّ تكون القارة الأوروبيَّة والكنيسة العالمية أكثر اهتماماً بالقارة الأفريقيَّة. وقام بالدعوى بذلك في جميع أنحاء أوروبا في الفترة من ديسمبر عام 1864 إلى يونيو من عام 1865 إلى الجانب الحصول على مساعدات روحيَّة وماديَّة للبعثات الأفريقية من أشخاص بما في ذلك العائلات الملكية وكذلك الأساقفة والنبلاء. وفي أواخر عام 1867 قام دانييلي كمبوني أول من أدخل النساء للعمل في المدارس في أفريقيا وأسس بعثات جديدة لتحرير العبيد في مدينة الأبيض وغيرها من المدن السودانيَّة الأخرى. في عام 1872 أسسّ كمبونى رهبانية «الراهبات دي مادرى ديلا نجريتسيا» أي «أمهات الرحمة للسود» وعُدّل الاسم لاحقاً إلى «راهبات كمبوني للتبشير»، وفي عام 1879 قُبلت إحدى الشابات السودانيات كأول راهبة في السودان. وكان من رأي هؤلاء المنصرين أن أعمال التبشير بالمسيحية يجب أن ترتكز على التحاور مع الثقافات والديانات الأخرى، والتركيز على التعليم. وأضبح لاحقاً دنغ سرور أول كاهن كاثوليكي رعوي في جنوب السودان. ولعبت بعثة دانييلي كمبوني والتي تأسست بين عام 1895 وعام 1910 دوراً في نشر المسيحية في جنوب السودان.

### القرن العشرين
في أوائل القرن العشرين، شجعت حكومة السودان الإنجليزي المصري البعثات التبشيرية على تأسيس وبناء المدارس في جنوب السودان. في عام 1900 أنشأ المونسنيور أنطونيو ريوفيجيو بعثة في لول. وفي عام 1904، بدأت ثلاث بعثات أخرى في بحر الغزال. في عام 1905 افتتح الكاثوليك مدرسة ستاك التذكارية كبعثة رئيسية ولتحضير أطفال زعماء القبائل المحليَّة للعمل في الحكومة الإستعماريَّة. في فبراير من عام 1907 قام الكاهن باولو ماروني بتعميد أول ثمانية مسيحيين في كانجنجو. بحلول عام 1913 تم تعميد ما بين 200 إلى 300 من الجنوبيين في واو. وأصبحت واو مركزاً إدارياً للنيابة الرسولية في نفس العام، والتي أصبحت أبرشية في عام 1974. وعندما أرادت حكومة السودان الإنجليزي المصري زيادة التعاون مع البعثات التبشيرية في المجال التعليمي في عشرينيات القرن العشرين، كانت البعثات الكاثوليكية تختلف عن البعثات البروتستانتية في اعتقادهم أنه ينبغي للحكومة أن تساعد الكنيسة في تثقيف جنوب السودان. وكانت مدارس كومبوني الفنية في بحر الغزال تضم أولاداً يدرسون النجارة والبناء والبستنة. في حين تعلمت الفتيات الدين واللغة الإنجليزية والتطريز والنظافة. وتمت معالجة قضية اللغة المستخدمة في التدريس في المدارس كثيراَ في الثلاثينيات من القرن العشرين، حيث كانت تستخدم بعض المدارس الكاثوليكية اللغة المحليَّة في كان غيرها من المدارس تُفضل استخدام اللغة الإنجليزية. وتم إنشاء جمعيات الأولاد للخريجين في بعض المدارس في الثلاثينيات والأربعينيات من القرن العشرين لتعزيز الاختلاط العرقي. على الرغم من هذا، وفقاً لبعض خريجي مدرسة البعثة من قبيلة الدينكا فإنهم قد تلقوا معاملة غير عادلة من الكنيسة الكاثوليكية. لقد اعتقدوا أن السبب في ذلك هو اعتبار الدينكا مُستقلين عن الكنيسة بشكل كبير.

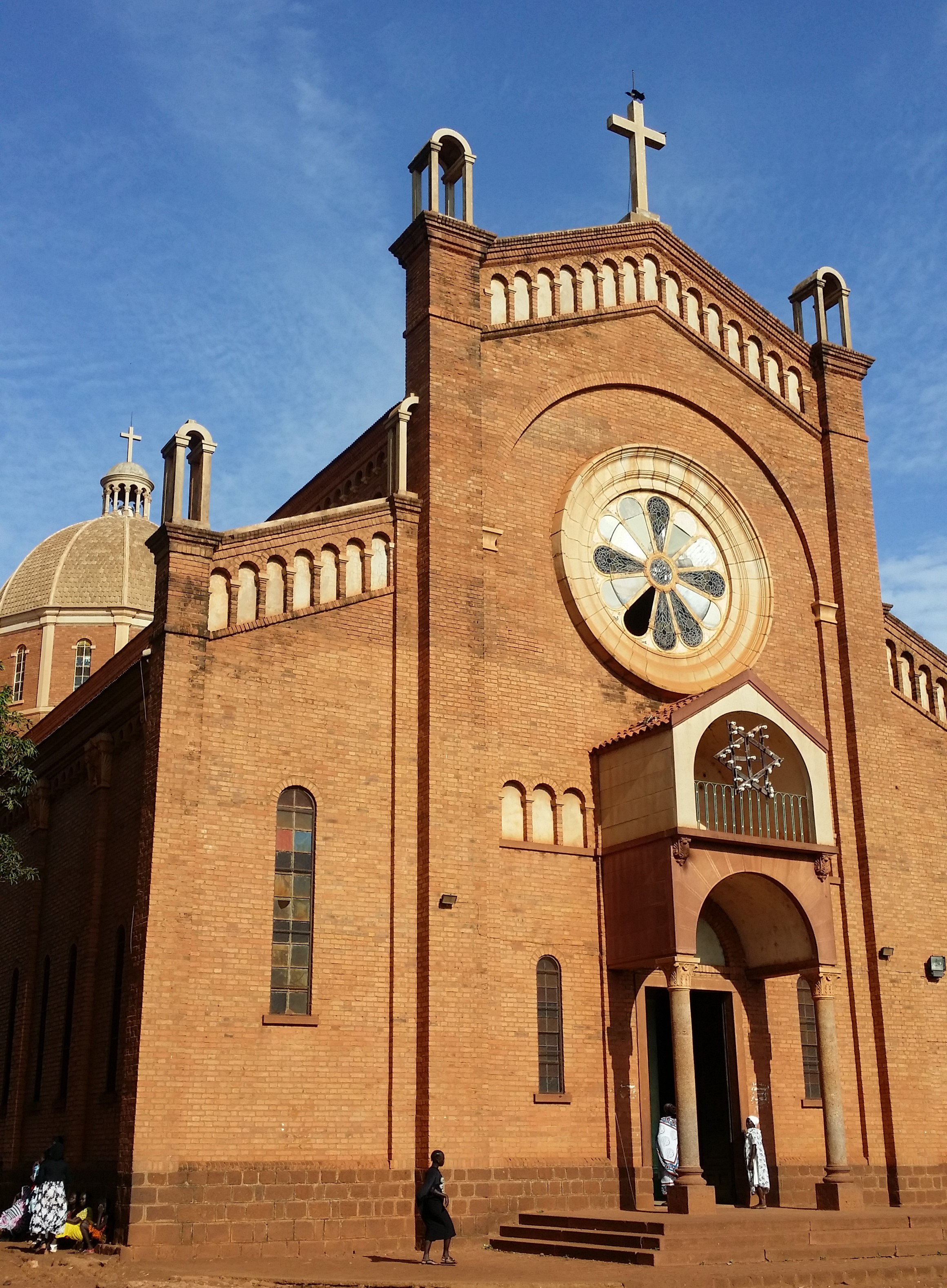
كنيسة القديسة مريم في واو.

في عقد 1930 أنتج المبشرون الكاثوليك أول الدوريات في جنوب السودان، وكانت من بينها مجلة الرسول، والتي أسست في واو من قبل الكاهن إدواردو ماسون. وأنتجت الكنيسة إصدارات أدبية كل أسبوعين عن التعليم الكاثوليكي. ولعبت الكنيسة دوراً في صقل الهوية «الجنوبية» في السودان. وعززت الحوار بين الأعراق والقبائل المختلفة من خلال ترجمة الأغاني العامية واستخدام مجموعة متنوعة من الكلمات لتسمية يسوع في اللغة المحليَّة. كما امتلكت اذاعة تطرقت إلى الأخبار العامة في جنوب السودان، بما في ذلك المواقف الكاثوليكية في السياسة. وفي 1 مارس من عام 1956 لفتت صحيفة كاثوليكية انتباه الحكومة السودانية عندما تابعت تمرد توريت تميني الإقليمي، من خلال مقال بعنوان «ماتوا موت جيد» ووصفت بعض الجناة، الذين أُعدموا فيما بعد، كشهداء.
في عام 1957 قام الجنرال إبراهيم عبود، الزعيم السياسي للسودان، بتأميم المدارس التبشيرية في الجنوب ودعم المؤسسات التعليمية والمساجد الإسلامية في عملية عرفت بأسلمة جنوب السودان. وقامت الحكومة السودانية بإعلان يوم الجمعة بدلاً من يوم الأحد كعطلة أسبوعية في الجنوب في فبراير من عام 1960، وطبع باولينو دوجالي أوراق احتجاج لطلاب المدارس الذين احتجوا على محاولة الحكومة أسلمتهم. واستمرت التقارير التي إشارت إلى اضطهاد الحكومة السودانية للمسيحيين من قبل الكهنة والمتعلمين في المدارس الكاثوليكية طوال عقد 1960. وعبر القادة الكاثوليك السودانيين في أكتوبر من عام 1965 عن شعورهم بأن السياسات التي قيدت الكنيسة كانت من أعمال الشيطان. خلال الحرب الأهلية السودانية الأولى ساهمت الرسائل بين رجال الدين الكاثوليك ببعض التطورات في التدخل الديني. وكانت العديد من الشخصيات في الحياة السياسية الجنوبية، بما في ذلك النائب الانفصالي ساتورنينو لوهور، وإيريني دود، وملاك علي، وأنجيلو توتو من الكهنة. وشارك ساتورنينو لوهور في تأسيس الاتحاد الوطني الأفريقي السوداني. لم يقبل بعض الكاثوليك اتفاق السلام عام 1972 والذي أنهى الحرب.
في أعقاب الحرب الأهلية السودانية الأولى (1955-1972) قام الراهب هوبير باربييه من الآباء البيض، ببناء مركز طبي في واو بدعم من رجال الدين المحليين. وكان الهدف من المركز هو المساعدة في إعادة بناء المنطقة، وتحسين البنية التحتية الطبية وتمكين تدريب الممرضات والأطباء. نمت الاضطهادات الموجهه ضد المسيحيين خصوصًا بعد عام 1985، حيث تم قتل القساوسة وقادة الكنيسة، وتدمير القرى المسيحية، وكذلك الكنائس والمستشفيات والمدارس المسيحية، وتم تفجير عدد من الكنائس خلا قداديس يوم الأحد. على الرغم من الاضطهادات، زادت أعداد المسيحيين السودانيين من 1.6 مليون نسمة في عام 1980 إلى 11 مليونًا في عام 2010. أثناء الحرب الأهلية السودانية الثانية حصلت أشكال من العبودية. تشير التقديرات إلى اختطاف حوالي 14,000 إلى 200,000 شخص من النساء والأطفال من عرقية الدينكا. جعلت الحرب الأهلية السودانية الثانية (1983-2005) البنية التحتية غير صالحة للإستخدام؛ ومع ذلك فقد أعيد فتح المركز الطبي الكاثوليكي في فبراير من عام 2010 تحت اسم معهد التدريب الصحي الكاثوليكي. خلال الحرب الأهلية السودانية الثانية حاول مجلس كنائس السودان الجديد، وهو منظمة مسكونية، لجمع الرؤساء للحديث عن السلام. وفي عام 2000 أسس الأسقف باريد تابان قرية كورون للسلام. وشارك المسؤولون الكاثوليك أيضاً في محاولات أخرى للسلام خلال هذه الفترة.

### القرن الحادي والعشرين

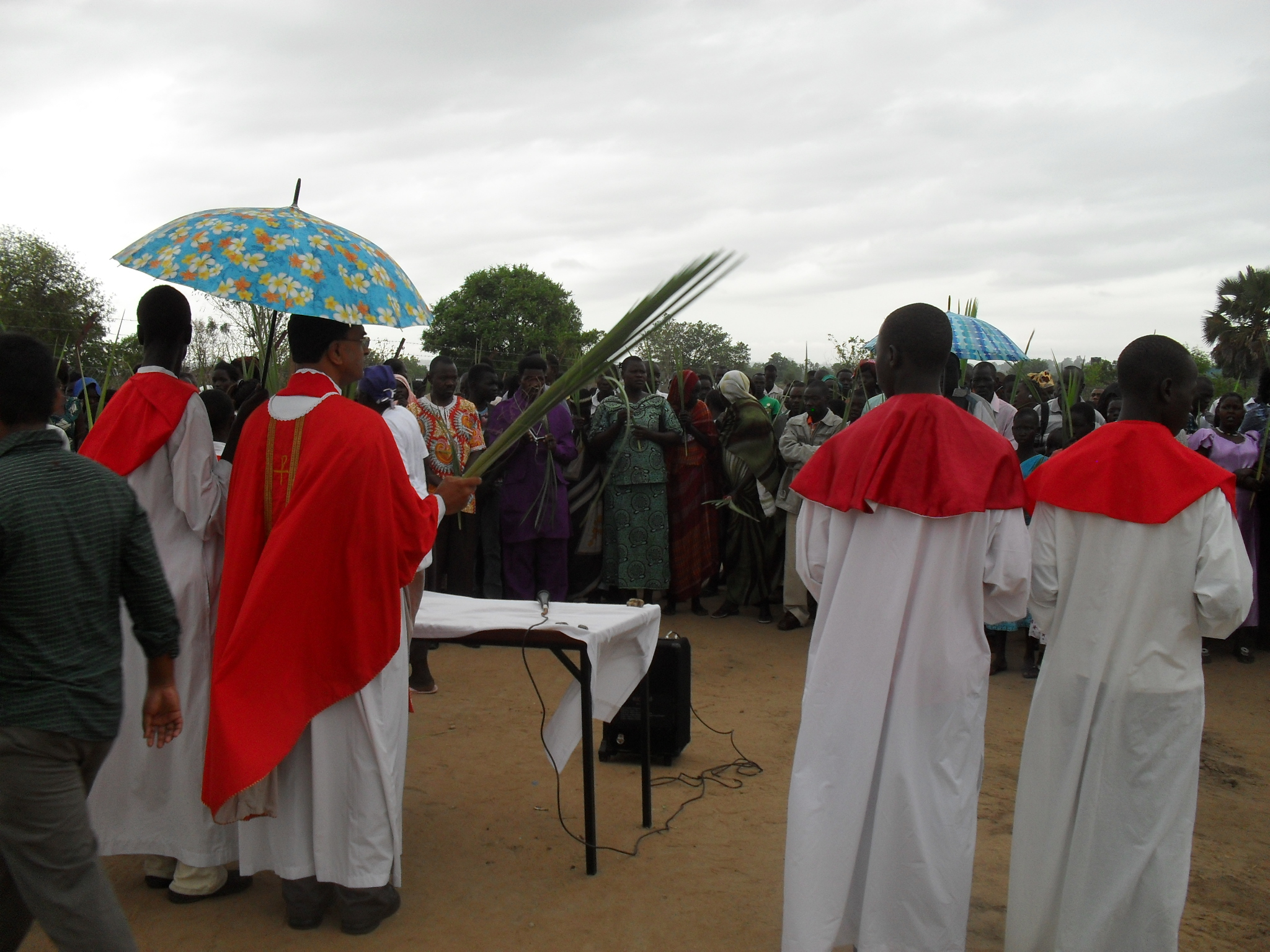
احتفالات أحد الشعانين في جوبا.

تعتبر جوزفين بخيتة حامية جنوب السودان، وقد ولدت في دارفور عام 1869، واختطفت في سن السادسة وبيعت في سوق العبيد. تم بيعها ثلاث مرات وأجبرت على اعتناق الإسلام. وحررت من قبل القنصل الإيطالي كاليستو ليجاني، وتحولت إلى المسيحية خلال دراستها في مدرسة في البندقية وأصبحت راهبة. أصبح اسمها معروفاً في جنوب السودان خلال الحرب الأهلية السودانية الثانية بسبب قمع المسيحية من جانب الحكومة السودانية واستعباد المسيحيين من قبل الحكومة. قبل وقت قصير من التصويت لاستفتاء استقلال جنوب السودان لعام 2011، ناشد رئيس الأساقفة بولينو لورو الحضور الجماهيري في كاتدرائية كاتور في جوبا للتصويت لصالح الانفصال. بينما كان القتال بين قبيلة الدينكا والنوير مستمرة بسبب الحرب الأهلية السودانية الثانية، وادعى بولينو لورو أنَّ السياسيين قد نسيوا أنهم يخدمون نفس البلد في قداس عيد القيامة في عام 2014 بينما كان العديد من المسؤولين الحكوميين حاضرين، بما في ذلك سالفا كير. وكان الأسقف باريد تابان هو الوسيط في مبادرة وساطة قادة الكنيسة، وهي منظمة لعبت دوراَ في وقف إطلاق النار في مايو من عام 2014.
تم إنشاء مجلس كنائس جنوب السودان، وهو هيئة مسكونية للكنائس المسيحية في جنوب السودان خلال الحرب الأهلية السودانية. وأنشأت هذه المنظمة «خطة العمل من أجل السلام»، وهي إستراتيجية تقودها الكنيسة لمعالجة أسباب الحرب الأهلية الحالية وآثارها. التقى وفد من مجلس كنائس جنوب السودان مع البابا فرنسيس في عام 2018 لمناقشة زيارة محتملة للبابا إلى جنوب السودان للمساعدة في جهود صنع السلام في الحرب الأهلية الحالية في جنوب السودان، بعد أن تم إلغاء رحلة مخططة لعام 2017 من قبل جيمس واني إيغا، نائب رئيس جنوب السودان، بسبب اتهامه للكهنة بتشجيع العنف في أبريل من عام 2018.
بين 10 إلى 11 أبريل من عام 2019 قام كل من سالفا كير ورياك مشار زعيم المعارضة بزيارة الفاتيكان. بعد أن طلب البابا فرنسيس من سالفا كير ورياك مشار الحفاظ على السلام الذي تم التوصل إليه في اتفاقية السلام في سبتمبر 2018 في إثيوبيا، ثم قام البابا فرنسيس بالركوع وتقبّيل أقدام كلا الزعيمين. وأصدر أساقفة جنوب السودان خطاباً رعوياً عقب اجتماعهم في جوبا يوم 26 ويوم 28 فبراير عام 2019، مما يشير إلى اعتقادهم بأن اتفاق السلام لن يستمر. وكتبوا أن المشكلات الجذرية للصراع لم تعالج وأن الإجراءات من أجل السلام المنصوص عليها في الاتفاق لم تنفذ بعد. ووعدوا بمواصلة جهود السلام على أساس خطة العمل من أجل السلام.

## ديموغرافيا

### احصائيات

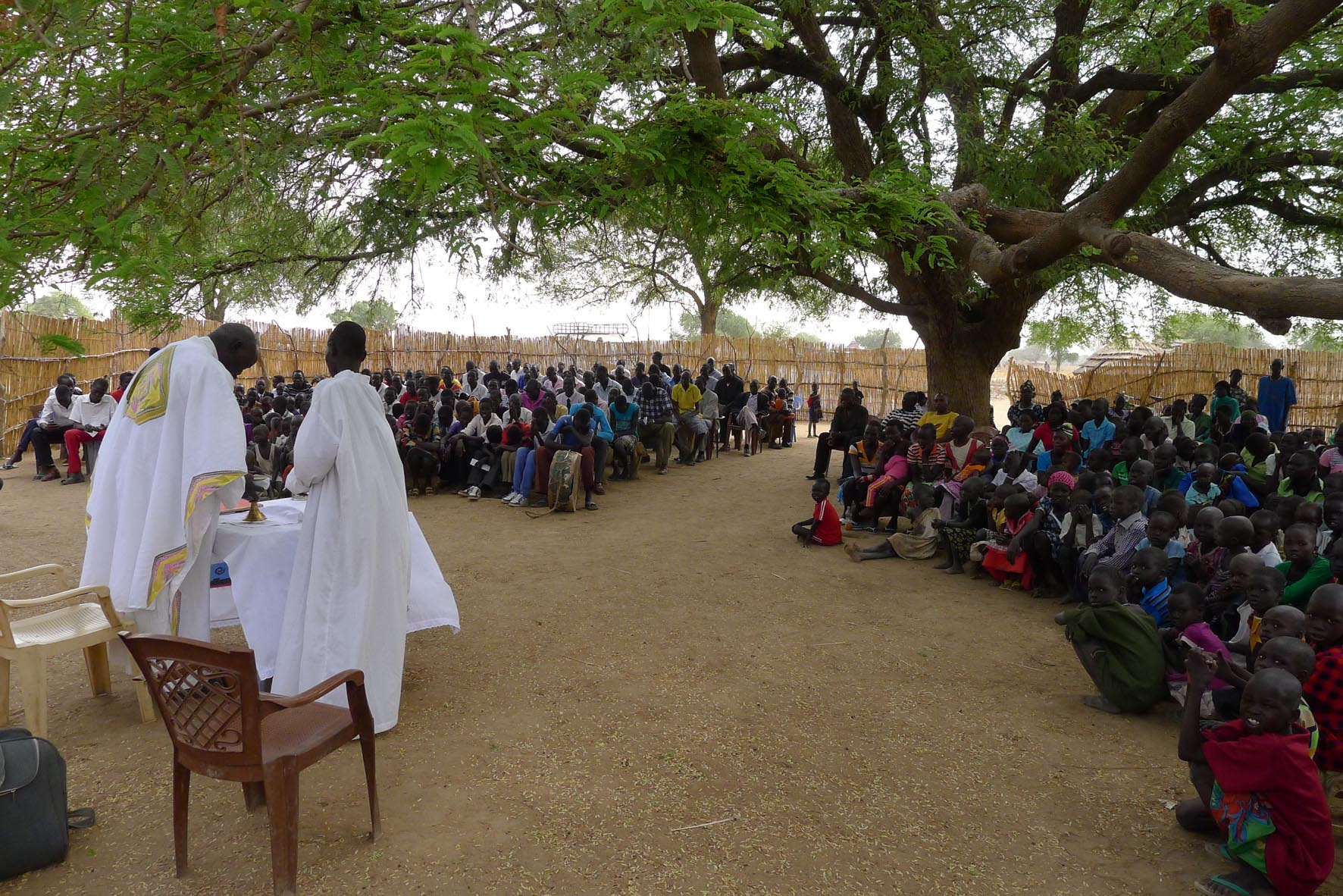
قداس كاثوليكي في بلدة رمبيك.

يرجع تاريخ آخر إحصاء لذكر ديانة الجنوبيين إلى عام 1956 حيث تم تصنيف الأغلبية على أنها تتبع معتقدات الديانات الأفريقية التقليدية أو المسيحية في حين كان 18% من مجمل السكان من المسلمين. ويقول الباحثين وبعض المراجع من وزارة الخارجية الأمريكية أن أغلبيَّة جنوب السودان يحافظون على المعتقدات التقليدية الأصلية وأنَّ أولئك الذين يتبعون المسيحية أقلية. ومع ذلك ووفقاً لتقرير الحرية الدينية الدولية الصادر عن وزارة الخارجية الأمريكية لعام 2012، فإن غالبية السكان يلتزمون بالمسيحية ديناً، في حين أن الإحصاءات الموثوق بها عن العقيدة الإسلامية والإحيائية غير متاحة.
في عام 1990 أظهرت السجلات الرسمية في السودان ككل والتي تتضمن كل من السودان وجنوب السودان أنَّ نسبة كبيرة من السكان تعتنق الديانات الأفريقية التقليدية (17%) تليها المسيحية (8%) والذين عاش أكثرهم في جنوب السودان وفي الخرطوم؛ وبين المسيحيين كان المعظم من الكاثوليك والأنجليكان. ويُقدّر مركز بيو للأبحاث حول الدين والحياة العامة في ديسمبر 2012 أنه في عام 2010، كان هناك ستة مليون مسيحي في جنوب السودان (60.4%)، وثلاثة مليون من معتنقي الديانات الأفريقية التقليدية (32.9%)، وحوالي 610,000 من المسلمين (6.2%) وحوالي 50,000 من غير المنتسبين إلى ديانة (لا توجد معلومات حول ديانتهم) من مجموع 9,940,000 شخص في جنوب السودان.

### الطوائف المسيحية
وفقاً للموسوعة المسيحية العالمية فإن الكنيسة الكاثوليكية هي أكبر طائفة مسيحية في السودان منذ عام 1995، حيث يتركز 2.7 مليون كاثوليكي بشكل رئيسي في جنوب السودان، وبحسب مصدر يشكل الكاثوليك حالياً حوالي 37.2% من السكان أي حوالي 16.7 مليون نسمة. وبالإضافة إلى مصادر الأخبار فإن الكنائس الأنجليكانية والكاثوليكية تقول أنه لديها عضوية كبيرة، حيث تقول الكنيسة الأنجليكانية الأسقفيَّة أن لديها مليوني عضو في عام 2005 في السودان. وبحسب عدد من المصادر الكنيسة المشيخية في السودان هي ثالث أكبر طائفة في جنوب السودان، ولديها حوالي مليون عضو في 500 تجمع. وصف بعض الناشرين الصراعات قبل التقسيم على أنها حرب إسلامية - مسيحية، لكن آخرين يرفضون هذه الفكرة، مدعين أن الجانبين المسلمين والمسيحيين يتداخلان أحيانًا.